# Чекотун, Андрей Юрьевич
Андрей Юрьевич Чекотун (укр. Андрій Юрійович Чекотун; род. 2 сентября 2002, Винница) — украинский футболист, вратарь испанского клуба «Ивиса».

## Биография
Родился 2 сентября 2002 года в Виннице. В детско-юношеской футбольной лиге Украины выступал за винницкий ВОДЮСШ (2015), донецкий «Шахтёр» (2016), Олимпийский колледж имени Ивана Поддубного (2017—2018) и КОДЮСШ из Счастливого (2019).
В 2018 году стал игроком донецкого «Олимпика». В сезоне 2018/19 начал выступать в чемпионатах Украины среди юношеских и молодёжных команд. Дебют в основном составе «Олимпика» состоялся 5 июля 2020 года в матче чемпионата Украины против «Днепра-1» (0:2).

## Статистика
| Сезон   | Клуб             | Лига                 | Чемпионат | Чемпионат | Кубок | Кубок | Еврокубки | Еврокубки | U-21 | U-21 | U-19 | U-19 |
| Сезон   | Клуб             | Лига                 | Игры      | Голы      | Игры  | Голы  | Игры      | Голы      | Игры | Голы | Игры | Голы |
| ------- | ---------------- | -------------------- | --------- | --------- | ----- | ----- | --------- | --------- | ---- | ---- | ---- | ---- |
| 2018/19 | Олимпик (Донецк) | Премьер-лига Украины |           |           |       |       |           |           | 1    | -2   | 4    | -?   |
| 2019/20 | Олимпик (Донецк) | Премьер-лига Украины | 1         | -2        | 0     | 0     |           |           |      |      |      |      |
| 2020/21 | Олимпик (Донецк) | Премьер-лига Украины |           |           |       |       |           |           | 7    | -?   | 3    | -?   |